# ألفرد كيلر (عسكري)
ألفرد كيلر (بالألمانية: Alfred Keller)‏ هو عسكري ألماني، ولد في 19 سبتمبر 1882 في بوخوم في ألمانيا، وتوفي في 11 فبراير 1974 في برلين في ألمانيا.

## وصلات خارجية
- ألفرد كيلر على موقع مونزينجر (الألمانية)